# Reprezentacja Wielkiej Brytanii na Mistrzostwach Europy w Wioślarstwie 2007
Reprezentacja Wielkiej Brytanii na Mistrzostwach Europy w Wioślarstwie 2007 liczyła 22 sportowców. Najlepszymi wynikami było 3. miejsce w ósemce kobiet.

## Medale

### Złote medale
Brak

### Srebrne medale
- Brak

### Brązowe medale
ósemka (W8+): Jo Cook, Lindsey Maguire, Alice Freeman, Rebecca Rowe, Vicki Etiebet, Lauren Fisher, Anna McNuff, Vicky Myers, Rebecca Dowbiggin

## Wyniki

### Konkurencje mężczyzn
- dwójka podwójna wagi lekkiej (LM2x): Adam Freeman-Pask, Alasdair Leighton-Crawford – 7. miejsce
- ósemka (M8+): Cameron Nichol, Colin Scott, Peter Champion, Phil Turnham, Tom Ransley, Nicholas Clark, Tom Wilkinson, Tom Burton, Praneet Shivaprasad – 5 miejsce

### Konkurencje kobiet
- dwójka podwójna wagi lekkiej (LW2x): Sophie Hosking, Mathilde Pauls – 4. miejsce
- ósemka (W8+): Jo Cook, Lindsey Maguire, Alice Freeman, Rebecca Rowe, Vicki Etiebet, Lauren Fisher, Anna McNuff, Vicky Myers, Rebecca Dowbiggin – 3. miejsce